# Staffan Fridell
Björn Staffan Folke Fridell, född 11 april 1952, är en svensk språkhistoriker och professor emeritus i nordiska språk vid Uppsala universitet. 

## Biografi
Staffan Fridell är son till författaren Folke Fridell. År 1992 disputerade han på en avhandling om ortnamnsledet -ryd. Han är ledamot av Kungliga Gustav Adolfs Akademien och etymologisakkunnig åt Svenska Akademiens ordbok. Hans huvudsakliga forskningsområden är namnforskning, dialektologi, runologi, fonologi och etymologi.